# Teheran (ostan)
Teheran (pers. ‏استان تهران‎) – ostan w północnym Iranie, na przedgórzu gór Elburs. Stolicą jest Teheran.
Powierzchnia: 13 692 km². Liczba ludności w 2016 wyniosła 13,3 mln. Do większych miast (pod względem liczebności) należą prócz Teheranu m.in. Eslamszahr, Malard, Ghods.
Jeszcze w 1971 Iran dzielił się na 13 ostanów. W 1966 Teheran liczył 60,8 km² powierzchni 4,979 mln mieszkańców. Wtedy w ostanie uprawiano buraki cukrowe, zboża, hodowano owce i kozy; wydobywano węgiel kamienny, rudy żelaza, manganu oraz ropę naftową.  W 2010 roku z północno-zachodniej części ostanu wydzielono nową jednostkę administracyjną Alborz.